# Scopula macroselis
Scopula macroselis là một loài bướm đêm trong họ Geometridae.